# Marcus Braun
Marcus Braun (* 28. November 1971 in Bullay an der Mosel) ist ein deutscher Schriftsteller und Maler.

## Leben
Marcus Braun begann nach dem Abitur, das er 1991 in Wittlich ablegte, und dem Zivildienst 1993 ein Studium der Germanistik, Philosophie und Rechtswissenschaft an der Universität Mainz. Gleichzeitig wurden erste erzählerische und dramatische Werke von ihm in Zeitschriften und Anthologien veröffentlicht bzw. aufgeführt. Seit 2018 tritt er auch als Maler in Erscheinung.
Marcus Braun lebt heute als freier Schriftsteller in Berlin.

## Werke
Romane 
- Delhi, Berlin Verlag, Berlin 1999.
- Nadiana, Berlin Verlag, Berlin 2000.
- Hochzeitsvorbereitungen, Berlin Verlag, Berlin 2003.
- Armor, Suhrkamp Verlag, Frankfurt am Main 2007.
- Jamuna, Eichborn Verlag, Frankfurt am Main 2011
- Der letzte Buddha, Hanser Berlin, Berlin 2017.

Theaterstücke 
- Zett. Neues vom Untergang des Abendlandes, Dreieck-Verlag, Mainz 1994 (Uraufführung: Frankfurter Hof, Mainz 1993)
- Väter Söhne Geister, S. Fischer, 2000 (Uraufführung: Städtische Bühnen Bielefeld, 2001)
- Lernbericht. Revue, S. Fischer, 2001 (Uraufführung: Theater Ulm, 2006)
- Bilder von Männern und Frauen, S. Fischer, 2003 (Uraufführung: Nationaltheater Mannheim, 2007)
- Deutsche Oper, S. Fischer, 2005
- Andras & Antonia, S. Fischer, 2008
- Der Berliner Gaettong, S. Fischer 2009 (Uraufführung: Miryang, Korea 2007; Gastspiel an der Berliner Volksbühne 2008)
- Räuber, S. Fischer 2010 (Adaption)

Übersetzungen
- mit Gregor Kahlau: Marcin Sendecki: Parzellen. Gedichte aus zehn Jahren. Dreieck-Verlag, Mainz 1997.

Hörspiele
- Delhi. Regie: Oliver Sturm, Mitwirkende: Gunter Schoß, Martin Engler, Christin Marquitan, Traugott Buhre u. a., 46 min, SWR 2005

## Einzelausstellungen
- MODESTIA, Künstlerhaus Edenkoben 2018
- MODESTIA, Window of modern art, Berlin 2019
- MODESTIA Chez Jacques, La charité sur loire 2021
- IF YOU WANT IT DARKER, S 6, Berlin 2023

## Würdigung
Christoph Peters begründet seinen Vorschlag für den Wolfgang-Koeppen-Preis mit den Worten: „Seit seinem grandiosen Roman-Debut Delhi von 1999 nimmt der 1971 an der Mosel geborene Marcus Braun in der deutschen Literatur eine Sonderstellung ein: In ihrer Sprachbesessenheit, den kühnen Schnitten bei weitgehendem Verzicht auf die Gewissheiten traditioneller Erzählstrukturen sind seine Romane und Theaterstücke von Beginn an den experimentellen Ansätzen der klassischen Moderne verpflichtet, wie sie Wolfgang Koeppen mit seiner Trilogie des Scheiterns in die Deutsche Nachkriegsliteratur eingeführt hat. Unbeirrt von Moden und Zeitgeist, umkreist er noch einmal die großen Menschheitsthemen: schwärmerische Liebe und erotische Obsession, Grenzerfahrung und Grenzüberschreitung, den Weg in die Fremde, den Tod. […] In immer neuen Konstellationen führt Marcus Braun vor Augen, was uns Spätgeborenen nach der Erosion sozialer, politischer und metaphysischer Bindungen an Leben bleibt. Der Verlust tradierter Gewissheiten schwingt immer mit, doch die Zeit, ihnen nachzutrauern, ist lange vorbei. […] Doch trotz aller Dunkelheit ist es ein ungeheures Vergnügen Marcus Braun zu lesen. Seine Sprache in ihrer lakonisch präzisen, dabei immer poetischen Kraft lässt uns glauben, dass die einzige Rettung aus der Absurdität der menschlichen Verhältnisse im geglückten Satz liegt. […] Nicht zuletzt hört man bei Marcus Braun immer auch das kosmische Gelächter im Hintergrund. Mit seinem Humor, lässt er uns sicher über den Abgrund balancieren, obwohl dort vielleicht gar kein Seil mehr gespannt ist.“

## Auszeichnungen
- 1992: Preisträger Treffen Junger Autoren
- 1993: Literaturförderpreis der Stadt Mainz
- 1993: Arbeitsstipendium des Landes Rheinland-Pfalz
- 1997: Teilnahme am Ingeborg-Bachmann-Wettbewerb
- 1997: Joseph-Breitbach-Preis des Landes Rheinland-Pfalz
- 1997: Martha-Saalfeld-Förderpreis
- 2006: Förderpreis zum Kunstpreis Rheinland-Pfalz
- 2008: Sonderpreis der Jury zum „Buch des Jahres 2007“ Rheinland-Pfalz für Armor
- 2015: Recherchestipendium des Berliner Senats[2]
- 2020: Wolfgang-Koeppen-Preis für Literatur der Universitäts- und Hansestadt Greifswald[3]